# David Eliáš
David Eliáš (* 19. října 2005 Příbram) je český biatlonista, bronzový medailista z juniorského Mistrovství Evropy 2025 a mistr světa v letním biatlonu z roku 2024.

## Kariéra
První mezinárodní start mezi juniory zažil na letním Mistrovství v biatlonu na kolečkových bruslích ve slovenském Osrblie.
Dne 22. srpna 2024 se stal mistrem světa v letním biatlonu, když ovládl závod v supersprintu. V lednu roku 2025 vybojoval společně s Kateřinou Pavlů bronzovou medaili v závodě smíšených dvojic na Mistrovství Evropy juniorů v biatlonu 2025.

## Osobní život
Absolvoval Základní školu pod Svatou Horou.